# Delovi na milijardu
U nauci i inženjerstvu, delova na notacija je skup pseudo-jedinica za opisivanje malih vrednosti raznih bezdimenzionalnih veličina, npr. molski udeo ili maseni udeo. Pošto su ove frakcije mere količine po količini, oni su čisti brojevi bez pridruženih mernih jedinica. Obično se koriste delovi po milionu (ppm, 10−6), delovi po milijardi (ppb, 10−9), delovi po trilionu (ppt, 10−12) i delovi po kvadrilionu (ppq, 10−15). Ova notacija nije deo sistema Međunarodnog sistema jedinica (SI) i njeno značenje je dvosmisleno.

## Aplikacije
Notacija oblika delova-po se često koristi za opisivanje razblaženih rastvora u hemiji, na primer, relativne zastupljenosti rastvorenih minerala ili zagađivača u vodi. Količina „1 ppm” se može koristiti za maseni udeo ako je zagađivač koji se prenosi vodom prisutan u milionskom delu grama po gramu rastvora uzorka. Kada se radi sa vodenim rastvorima, uobičajeno je pretpostaviti da je gustina vode 1,00 g/mL. Zbog toga je uobičajeno da se 1 kilogram vode izjednači sa 1 L vode. Shodno tome, 1 ppm odgovara 1 mg/L, a 1 ppb odgovara 1 μg/L.
Slično tome, ova notacija se takođe koristi u fizici i inženjerstvu za izražavanje vrednosti različitih proporcionalnih pojava. Na primer, specijalna metalna legura može da se proširi za 1,2 mikrometra po metru dužine za svaki stepen Celzijusa i to bi bilo izraženo kao „α = 1,2 ppm/°C”. Ova notacija se takođe koristi da označi promenu, stabilnost ili nesigurnost u merenjima. Na primer, tačnost merenja udaljenosti geodetskog premera kada se koristi laserski daljinomer može biti 1 milimetar po kilometru udaljenosti; ovo bi se moglo izraziti kao „tačnost = 1 ppm.”
Notacija oblika delova-po su bezdimenzionalne veličine: u matematičkim izrazima, jedinice mere se uvek poništavaju. U razlomcima poput „2 nanometra po metru“ (2 n m / m = 2 nano = 2×10−9 = 2 ppb = 2 × 0,000000001, tako da su količniki koeficijenti sa pozitivnim vrednostima manjim ili jednakim 1. Ova notacija proširena dodatkom simbola procenta (%) nalazi čestu primenu u običnom tekstu (za razliku od matematičkih izraza). Te vrednosti su i dalje bezdimenzionalne veličine. Međutim, one uglavnom uzimaju doslovno „delova po“ značenje uporednog odnosa (npr. „2 ppb“ bi se generalno tumačilo kao „dva dela u milijardu delova“).
Notacije delova-po se mogu izraziti u smislu bilo koje jedinice iste mere. Na primer, koeficijent ekspanzije neke legure mesinga, α = 18,7 ppm/°C,, može se izraziti kao 18,7 (μm/m)/°C, ili kao 18,7 (μ in/in)/°C; numerička vrednost koja predstavlja relativnu proporciju se ne menja sa usvajanjem druge jedinice dužine. Slično, pumpa za doziranje koja ubrizgava hemikaliju u tragovima u glavnu procesnu liniju pri proporcionalnom protoku Qp = 12 ppm, to čini brzinom koja se može izraziti u različitim volumetrijskim jedinicama, uključujući 125 μL/L, 125 μ gal / gal, 125 cm3/m3, etc.

## Napomene
1. ↑  Ovo je pojednostavljeno objašnjenje. Laserski daljinomeri obično imaju mernu „granularnost” od jednog do deset milimetara; stoga bi kompletna specifikacija za tačnost merenja udaljenosti mogla da glasi: „Tačnost ±(1 mm + 1 ppm)“. Shodno tome, merenje udaljenosti od samo nekoliko metara bi i dalje imalo tačnost od ±1 mm u ovom primeru.
2. ↑  U konkretnom slučaju koeficijenta toplotnog širenja, promena u inčima (jedna od uobičajenih jedinica u SAD) je obično praćena promenom u stepenima Farenhajta. Pošto je temperaturni interval veličine Farenhajta samo  5 /9 intervala veličine Celzijusa, vrednost se obično izražava kao 10,4 (μ in/in)/°F, a ne 18,7 (μ in/in)/°C.

## Spoljašnje veze
- Медији везани за чланак Delovi na milijardu на Викимедијиној остави
- National Institute of Standards and Technology (NIST)
- International Bureau of Weights and Measures (BIPM)